# Povilas Babarskas
Povilas Babarskas (* 13. Dezember 1988 in Kaunas, Litauische SSR) ist ein ehemaliger litauischer Handballspieler.

## Karriere
Der gebürtige Litauer begann seine aktive Profi-Karriere bei Granitas Kaunas, mit denen er in der Saison 2006/07 im EHF Challenge Cup sein internationales Debüt gab. 2007/08 nahm er mit den Hauptstädtern erneut am Challenge Cup und ein Jahr später sogar an der Gruppenphase der EHF Champions League teil. Im Jahr 2010 wechselte er nach Österreich zu HIT Innsbruck. Nachdem er in der Spielzeit 2011/12 mit den Tirolern den Vizemeistertitel holen konnte, wechselte er zu Bregenz Handball nach Vorarlberg. Zwischen 2015/16 und 2016/17 lief Babarskas für RK Celje aus Slowenien auf. 2017/18 wurde er wieder von Bregenz Handball unter Vertrag genommen. Im Sommer 2021 wechselte er zum deutschen Zweitligisten TV Großwallstadt. Dort beendete er nach der Saison 2022/23 seine Karriere.
Povilas Babarskas stand im Aufgebot der Litauischen Nationalmannschaft, konnte sich bisher jedoch für kein internationales Turnier qualifizieren. In den Play-offs zur Handball-Weltmeisterschaft der Männer 2015 gegen Russland war er mit zwölf Toren treffsicherster Werfer seiner Mannschaft.
Babarskas trainiert die A-Jugend des TV Großwallstadt. Ab Januar 2024 war er zusätzlich als Co-Trainer der ersten Mannschaft tätig. Im September 2024 übernahm er interimsweise das Traineramt der Zweitligamannschaft.
Zur Saison 2025/26 übernimmt Babarskas das Traineramt beim Drittligisten TV Kirchzell. Er wird beim Traditionsverein aus dem Bayerischen Odenwald Nachfolger des Trainerduos Andreas Kunz und Alexander Hauptmann, die das Traineramt aus beruflichen Gründen abgeben.

## Persönliches
Sein Bruder Gerdas Babarskas ist ebenfalls Handballspieler und steht zurzeit beim Bergischen HC unter Vertrag.

## HLA-Bilanz
| Saison    | Verein           | Spielklasse | Tore | 7-Meter      | Feldtore |
| --------- | ---------------- | ----------- | ---- | ------------ | -------- |
| 2010/11   | HIT Innsbruck    | HLA         | 167  | 29/41        | 138      |
| 2011/12   | HIT Innsbruck    | HLA         | 195  | 9/14         | 186      |
| 2012/13   | Bregenz Handball | HLA         | 116  | 0/0          | 116      |
| 2013/14   | Bregenz Handball | HLA         | 134  | 0/0          | 134      |
| 2014/15   | Bregenz Handball | HLA         | 137  | 1/1          | 136      |
| 2010–2015 | gesamt           | HLA         | 749  | 39/56 (70 %) | 710      |